# 알렉세이 체레파노프
알렉세이 안드레예비치 체레파노프(러시아어: Алексей Андреевич Черепанов, 1989년 1월 15일 ~ 2008년 10월 13일)는 러시아의 아이스하키 선수이며, 포지션은 윙어이다.

## 생애
2005년 아방가르드 옴스크의 하부 리그 팀에 입단했으며, 2006년 프로 무대에 데뷔해 뛰어난 실력을 보여주었다. 이러한 활약으로 2007년 내셔널 하키 리그 신인 드래프트에서 17순위로 뉴욕 레인저스의 선택을 받기도 했지만, 실제 이적은 이루어지지 않았다. 또한 각급의 청소년 국가대표팀에서 활약했으며, 2007년 IIHF 세계 U-18 선수권 대회 금메달 및 2007년 IIHF 세계 U-20 선수권 대회 은메달, 2008년 IIHF 세계 U-20 선수권 대회 동메달을 따는 데 기여하였다.
2008년 10월 13일 HC 비티아즈와의 리그 경기에서 경기 종료를 얼마 앞두고 벤치에서 갑자기 의식을 잃고 쓰러졌으며, 응급 처치 이후 병원에 옮겨졌으나 결국 사망했다. 부검 결과 사인은 심근 경색인 것으로 밝혀졌으나, 이후 콘티넨탈 하키 리그에서 당시 경기의 홈 팀이었던 HC 비티아즈의 비상대응 시스템과 체레파노프의 진료 및 관리를 맡고 있던 직원 및 의사들을 대상으로 조사한 결과 몇 가지 의구점이 발견되어 추가 조사를 실시하였다. 그 뒤 체레파노프의 소변과 혈액 샘플을 분석한 결과 체레파노프가 혈액 도핑을 시도했던 것이 밝혀졌으며, 추가 조사 결과 소속팀의 직원 및 의사들이 체레파노프 몰래 약물을 투여한 것이 확인되어 해당 직원 및 의사들은 2009년 1월 영구 추방 조치를 선고받았다.
사망 이후, 아방가르드 옴스크는 체레파노프가 사용했던 번호인 7번을 영구 결번 처리했으며, 콘티넨탈 하키 리그는 '올해의 신인상'을 '알렉세이 체레파노프 상'으로 명명하였다.